# J리그
J리그(Jリーグ)는 일본의 최상위 프로 축구 리그이며, 정식 명칭은 일본 프로 축구 리그(日本プロサッカーリーグ)이다. 일본 축구 협회와 산하의 공익사단법인 일본 프로 축구 리그가 공동 주최하며 일본 프로 축구 리그에 가입한 각 클럽들이 주관하고 있다.
메이지 야스다 생명보험과 타이틀 파트너 계약을 체결하고 있어, 공식 명칭은 메이지 야스다 J리그(明治安田Jリーグ)이다.

## 개요
1993년에 10개 클럽으로 리그가 출범하였으며, 1998년까지는 단일 리그 체제인 ‘J리그’로서 최대 18개 클럽이 참가하였다.

1999년부터는 1부인 ‘J리그 디비전 1’(현재의 J1리그)와 2부인 ‘J리그 디비전 2’(현재의 J2리그)의 2부제로 개편되었으며, 2014년에는 J3리그가 신설되어 3부제로 확대되었다.
J3리그는 일본 축구 리그 시스템상 아마추어 최고봉인 일본 풋볼 리그(JFL)과 동등한 수준으로 간주되며, J1·J2와는 참가 자격, 경기장 요건 등에서 차별화되어 있다.
2024년 시즌 개막 시점을 기준으로, 일본 내 41개 도도부현에 연고지를 둔 60개 클럽이 참가하고 있으며, J1·J2·J3 각각 20개 클럽으로 구성되어 있다.
또한, 아시아 축구 연맹(AFC)이 주관하는 클럽 대회(AFC 챔피언스리그 등)에는 J1리그 상위 클럽이 출전 자격을 보유한다.
2024년 시즌 결과에 따른 출전권은 원칙적으로 J1리그 상위 3개 클럽에 부여되며, 전년도 AFC 클럽 대회의 성적에 따라 조정될 수 있다.

## 역사

### 발족 이전 ( –1992)
J리그가 발족되기 전 일본 축구의 전체적인 환경은 빈약했다. 이미 1965년부터 시작된 일본 사커 리그(JSL)라는 사회인 축구 리그가 있었지만, 한 경기당 관객 동원수는 1,000~3,000명 정도였고 천황배 등을 포함한다면 연간 20~30만명 정도였다. 일본 축구 국가대표팀 선발전은 지방의 소규모 경기장에서 열렸는데도 관중석이 채워지지 않을 정도였다. 최정상급 사회인 팀들도 연습 설비가 부족하고 경기장의 잔디도 겨울이 되면 노랗게 죽고 비가 오면 경기장이 물에 잠기는 일이 일상적이었다. 선수는 일부를 빼면 아마추어였고 회사원이었던 대부분은 일 때문에 축구에 집중할 수 있는 환경이 아니었다. 그렇기 때문에 일본의 축구 인프라는 전 세계적으로는 물론 아시아에서도 낮은 축에 들었다. 이런 상황을 타파하고 인기와 경기 수준의 향상을 이끌어내기 위해 프로화를 주장하는 목소리가 커져갔다. 하지만 대다수의 JSL 참가 팀으로부터 프로화는 시기상조라는 의견이 다수였기 때문에 프로화 계획은 진전되지 않았다.
그러나 1980년대 후반, 일본의 FIFA 월드컵 개최 노력에 힘입어 일본 축구 협회의 주도로 "일본 프로 축구 리그" 즉, J리그 발족이 결정되었다. 이윽고 1990년 J리그 참가 조건의 세부사항이 결정되며 새로운 프로 축구 리그에 대한 규정이 정립되었다. 이에 따라 참가 클럽은 원칙적으로 클럽 명칭을 지역 명칭+애칭으로 하는 것으로 하고 기업 명칭은 배제하는 것으로 결정되었다. 이와함께 J리그 사무국은 한 두개 구단의 과도한 인기에 의존하기보다는 지역 밀착에 의거한 평등한 구조로 리그를 운영하려고 했다. 이 때문에 당시 요미우리 축구단과 요미우리 자이언츠의 구단주였던 와타나베 쓰네오와 같은 일본 프로야구처럼 기업명을 구단명칭으로 사용하기를 원하는 몇몇 구단 수뇌부와 J리그 사무국 체어맨인 가와부치 사부로 사이에 갈등이 생기기도 했다.
이러한 산고끝에 1992년 2월 J리그에 참가하는 열개의 클럽과 연고지가 발표되었고, 일본 사커 리그(JSL)은 91/92시즌을 마지막으로 폐지되었다. 그리고 개막에 앞서 전초전격의 리그컵 대회인 J리그 야마자키 나비스코 컵 대회가 열렸다.

### J리그 출범 초기 (1993–1996)
J리그는 1993년 5월 15일, 베르디 가와사키와 요코하마 마리노스간의 경기로 화려하게 개막했다. J리그는 여태껏 프로야구, 골프, 스모 정도밖에 없던 일본 프로 스포츠계에 충격을 주었다. 한 주에 적어도 한 경기가 텔레비전으로 방영되었으며 경기장에는 많은 관중이 몰려들었다. 관련 상품들도 많이 팔려나갔고 1993년에는 일본의 신조어 유행어 대상 및 10대 히트 상품에 선정되기도 하였다.
출범 초기에는 전성기가 한참 지난 올드스타들 위주였지만 1994년 FIFA 월드컵 이후로는 전례를 찾아보기 힘들 정도의 고액의 연봉을 제시하여 전성기에 근접한 스타 플레이어들을 끌어모았다. 이 해의 한 경기당 평균 관객 동원수는 19,598명으로 그 기록은 지금까지도 깨지지 않고 있다.
하지만 초기에는 "프로야구의 축구판"이라고 비판하는 쪽도 없지 않았다. 또한 국제 선수 시장과 비교해 J리그 선수들의 연봉이 높아서 후에 J리그 각 클럽의 경영을 압박하는 요인이 되기도 했다. 현재에는 이 시기가 비판적인 평가를 받고 있지만 일본에서 축구 자체의 인지도가 많이 향상되어 추후 일본 축구 발전에 큰 기여를 했다. 또한 많은 거물 외국인 선수와 유명 감독과의 우호적인 관계도 대부분 이 시기에 쌓여졌다. 
1993년부터 1995년까지 1st Stage (전기리그)와 2nd Stage (후기리그)의 챔피언들이 챔피언 결정전을 치르는 리그 방식을 채택하였으며 무승부시 연장전 및 골든골 제도 그리고 승부차기 제도를 시행하였고 1993년부터 1996년까지 선발 멤버가 1번 ~ 11번, 대기 멤버가 12~16번을 달았다.
요미우리 축구단과 미쓰비시 중공업 축구단은 도쿄를 연고지로 삼기를 원했다. 요미우리 축구단은 먼저 도쿄 국립경기장과 니시가오카 축구장을 검토하였으나, 해당 경기장은 둘 다 국립이기 때문에 특정 프로팀의 소유가 될 수 없어 신청할 수 없었다. 그리고 도쿄 세타가야구에 있는 코마자와 올림픽공원 종합 운동 육상 경기장도 검토하였으나, 당시 조례에 의해 야간조명설비의 설치가 금지되어 있어 불가능했다. 요미우리 축구단은 후츄경마장도 검토하였으나, 경마장인 문제로 불가능했다. 이에 따라 가와사키의 토도로키 육상경기장을 증개축 조건으로 홈 경기장 신청하였고, 승인받아 요미우리 베르디가 된다.
미쓰비시 중공업 축구단은 에도가와구 육상경기장을 홈 경기장으로 삼고 연고지를 신청했다. 그러나 해당 경기장의 수용인원 미달 문제로, 미츠비시 자동차는 에도가와구청과 증개축에 관하여 협상을 진행하지만 난항을 겪었다. 협상이 난항을 겪자 가와부치 사부로 당시 J리그 체어맨은 미츠비시 자동차와 우라와시를 연결해 주었고, 연고지 선정이 급했던 미츠비시와 우라와시의 협상은 순조롭게 진행되어, 결국 미츠비시는 우라와로 연고지를 선정하고 우라와 레드 다이아몬즈가 된다.
결국 도쿄에는 연고 구단이 존재하지 않는 대신 도쿄 국립경기장에서 대부분의 클럽들이 돌아가며 중립 경기를 펼치는 방식으로 경기를 배정하게 되었다. 다만 매 시즌 모든 구단이 도쿄 국립경기장에서 홈경기를 개최한 것은 아니었다.
한편 요미우리 축구단 (당시 명칭 베르디 가와사키)은 1993년 J리그 2관왕(J리그, 리그컵)을 차지하며 최고 인기 구단으로 자리잡았으며 이런 여세를 몰아 도쿄로 이전을 1993년말 추진하였지만 J리그 출범 1년 만에 지역밀착을 중시하는 J리그 이념에 금이 가고 도쿄 연고지 구단에 인기가 집중될 것을 우려한 J리그 연맹의 반대로 다시 한번 좌절되었다.
1996년 J리그 연맹은 'J리그 백년 구상'을 발표하였다. 이는 기업의 중심의 구단 운영에서 벗어나 지역에 연고를 둔 스포츠의 존재 방식을 모색하자는 취지의 이념으로 축구를 통한 다양한 스포츠 시설과 클럽을 도입하여 축구뿐만이 아닌 전체 스포츠의 발전을 도모하는 것을 목표로 하였다.

### 위기와 확립 (1997–2000)
출범 3년 동안의 성공 반면에 1994년에 19,598명을 기록했던 평균 관객 동원수도 1997년에는 10,131명이 되어 3년 만에 반 정도로 감소하였다. 1996년 신규 가맹한 두 팀의 수준이 리그 수준에 못 미칠뿐더러 16개 팀 중 15위와 16위를 기록하는 등 "팀 수가 과다하다", "레벨이 낮다" 등의 비판이 제기되기도 했다. 또한 2002년 FIFA 월드컵이 팬들이 원치 않던 대한민국·일본 공동 개최가 된 것도 인기 저하의 요인으로 지적되기도 했다. 일본 대표의 에이스가 된 나카타 히데토시는 인터뷰에서 "다음은 J리그에 많은 관심을 가져주세요"라고 말한 일화도 있었다. 그것은 말레이시아 경기장을 꽉 채운 일본 대표팀 서포터들에게 대하여 그런 노력을 할 수 있다면 J리그도 보러 와달라는 뜻이기도 하였다. 
1998년에는 요코하마 마리노스와 요코하마 플뤼겔스의 합병으로 두 클럽은 요코하마 F. 마리노스라는 하나의 클럽으로 재출범하였다. 합병 형식이었지만 사실 요코하마 플뤼겔스의 재정난으로 인한 클럽 소멸이었고, 이는 J리그 최초의 클럽 해산이라는 점에서 J리그 운영에 많은 충격을 남겼다.
1999년에는 J리그 참가를 희망하는 클럽의 증가에 힘입어 J리그 디비전 2를 창설하여 (J1 16클럽, J2 10클럽) 총 26팀이 참여하는 2부제를 도입하였다. 그리고 2부제 도입으로 인해 J리그 진입장벽이 낮아짐으로써 J리그 입성을 희망하는 클럽이 전국 각지에서 탄생하였다.

### 지역 밀착과 발전 (2001–2007)
일본개최의 월드컵을 개최하기로 결정한 2001년 장기간 침체되어 있던 J리그 관객 동원수가 크게 호전되었다. 특히 알비렉스 니가타로 대표되는 지방 도시 클럽이 대두 되었다. 미디어 주도였던 J리그 출범 당시의 인기에 비해 2001년 이후의 인기회복은 지역과 지방도시의 로컬리즘에 의한 비중이 컸다. 본거지를 프랜차이즈가 아닌 홈타운이라고 부른 것에 상징성을 부여하고 지역주민에 자기 마을의 클럽이라는 인식을 강력히 갖게 하여 서포터라고 불리는 열광적인 팬 층을 두텁게 하는 정책으로 관중수를 늘렸다. 또한 소수의 기업이 클럽을 보유하는 방식으로 운영되었으나 현재에는 클럽에 여러 스폰서가 참여하여 지자체와 지역시민들의 힘으로 운영하는 경영수법을 쓰는 클럽도 다수 생겨났다. 
또한 2002년 FIFA 월드컵 등으로 전국 각지에서 세워진 경기장에 의하여 여태까지 경기장에 들어갈 수 없던 관객도 관전을 할 수 있게 된 것도 영향이 컸다. 좁은 지역과 지방도시를 바탕으로 리그 규모도 착실히 확대하여 전국적으로 J리그의 이념이 조금씩 침투하게 되었다. 종래에는 대도시에서 밖에 할 수 없다고 믿었던 프로 스포츠 클럽의 경영도 지방에서도 할 수 있다는 것을 증명하여 J리그에 입성하는 것을 목표로 하는 클럽이 지방도시를 중심으로 점차 증가되었다.
한편 2001년 베르디 가와사키가 도쿄로 연고지를 이전하며 도쿄 베르디 1969로 개명하였다. 현재 도쿄 베르디는 FC 도쿄와 함께 도쿄도 외곽인 다마 지역 조후시의 아지노모토 스타디움 홈구장으로 사용하고 있으며 두 팀간의 경기를 도쿄 더비라고 부른다.
2005년 시즌부터는 J리그 디비전 1에서 1st Stage (전기리그)와 2nd Stage (후기리그) 제도와 플레이오프 제도를 폐지하고 단일리그제를 실시하였다.

### 현재와 미래 (2008–현재)
2008년 7월 J리그 사무국은 J2리그의 미래상을 이사회에서 승인했다. 그 내용은 J2리그를 최대 22개 클럽까지 확장시키고 리그 전체의 경기 레벨을 유지하기 위해 당초 예정되어 있던 JFL와의 교체는 당분간 실시하지 않고 22개 클럽이 모두 채워지면 J리그 디비전 2와 일본 풋볼 리그 간의 승강제를 도입하는 것이 결정되었다.
2012 시즌에 FC 마치다 젤비아와 마쓰모토 야마가 FC가 일본 풋볼 리그에서 승격함에 따라 22개 클럽을 채웠고 J리그 디비전 2와 일본 풋볼 리그 간의 승강제가 도입되어 FC 마치다 젤비아가 강등되었다.
2013년 아시아 축구 연맹의 권고에 따라 J리그 클럽 라이센스 제도를 도입하였다. 
2014년에는 일본 풋볼 리그로 강등된 마치다 젤비아를 포함한 준가맹 팀들을 묶은 J리그 디비전 3을 출범시켜 3부제 리그로 발전하게 되었다. 2012년부터 J리그는 타이 프리미어리그, 베트남 V-리그 등의 동남아시아 프로 축구 리그들과 협정을 체결하며 차차 협력을 강화할 예정이다. 그 노력으로 J리그 디비전 3에는 동남아시아 쿼터를 신설하여 더 많은 선수 교류가 있을 것으로 기대하고 있다.
2015년에는 J리그 디비전 1에 플레이오프 제도를 재도입하는 것으로 결정되었다.
2017년에는 J리그 디비전 1에 플레이오프 제도를 폐지하여 1 시즌 제에 돌려 보냈다.
2018년에는 J리그 디비전 1 참가 플레이오프를 도입하였다.
2019년에는 반라우레 하치노헤가 J리그 디비전 3에 참가하였다.
2020년에는 FC 이마바리가 J리그 디비전 3에 참가하였다.
2021년에는 테게바자로 미야자키가 J리그 디비전 3에 참가하였다.
2022년에는 이와키 FC가 J리그 디비전 3에 참가하였다.
2023년에는 나라 클럽과 FC 오사카가 J리그 3부리그에 출전했다. J3에서 JFL로의 강등 도입 예정.
2025년에는 도치기 시티 FC, 고치 유나이티드 SC가 가맹. 이와테 그룰라 모리오카, YSCC 요코하마가 정회원 자격 상실.

## 구성
현재는 1부리그, 2부리그, 3부리그로 구성되어 있다.
- J1리그 (20 클럽)
- J2리그 (20 클럽)
- J3리그 (20 클럽)

### 정회원 클럽
2025년 시즌의 클럽 구성
에 따른 총 60개 클럽의 목록은 다음과 같다.
| 지역       | 클럽 명                  | 연고지 | 가맹연도 | 준가맹연도 |
| ---------- | ------------------------ | --- | -------- | ---------- |
| 홋카이도   | 홋카이도 콘사돌레 삿포로 | 홋카이도 / 삿포로시를 포함한 전 도 | 1998     | 1996       |
| 도호쿠     | 반라우레 하치노헤        | 아오모리현 / 하치노헤시 | 2019     | 2013       |
| 도호쿠     | 그루자 모리오카          | 이와테현 / 모리오카시 | 2014     | 2013       |
| 도호쿠     | 베갈타 센다이            | 미야기현 / 센다이시 | 1999     | 1996       |
| 도호쿠     | 블라우블리츠 아키타      | 아키타현 / 아키타시, 유리혼조시, 니카호시, 오가시를 포함한 전 현 | 2014     | 2013       |
| 도호쿠     | 몬테디오 야마가타        | 야마가타현 / 야마가타시, 덴도시, 쓰루오카시를 포함한 전 현 | 1999     |            |
| 도호쿠     | 후쿠시마 유나이티드 FC   | 후쿠시마현 / 후쿠시마시, 아이즈와카마쓰시를 포함한 전 현 | 2014     | 2013       |
| 도호쿠     | 이와키 FC                | 후쿠시마현 / 이와키시 | 2022     | 2019       |
| 간토       | 가시마 앤틀러스          | 이바라키현 / 가시마시, 가미스시, 이타코시, 나메가타시, 호코타시 | 1991     |            |
| 간토       | 미토 홀리호크            | 이바라키현 / 미토시 | 2000     |            |
| 간토       | 도치기 SC                | 도치기현 / 우쓰노미야시 | 2009     | 2007       |
| 간토       | 더스파구사쓰 군마        | 군마현 / 구사쓰정, 마에바시시 | 2005     |            |
| 간토       | 우라와 레드 다이아몬드   | 사이타마현 / 사이타마시 | 1991     |            |
| 간토       | 오미야 아르디자          | 사이타마현 / 사이타마시 | 1999     |            |
| 간토       | 제프 유나이티드          | 지바현 / 지바시, 이치하라시 | 1991     |            |
| 간토       | 가시와 레이솔            | 지바현 / 가시와시 | 1995     | 1992       |
| 간토       | FC 도쿄                  | 도쿄도 / 도쿄 전역 | 1999     |            |
| 간토       | 도쿄 베르디              | 도쿄도 / 도쿄 전역 | 1991     |            |
| 간토       | 마치다 젤비아            | 도쿄도 / 마치다시 | 2012     | 2009       |
| 간토       | 가와사키 프론탈레        | 가나가와현 / 가와사키시 | 1999     | 1997       |
| 간토       | 요코하마 F. 마리노스     | 가나가와현 / 요코하마시, 요코스카시, 야마토시 | 1991     |            |
| 간토       | 요코하마 FC              | 가나가와현 / 요코하마시 | 2001     |            |
| 간토       | 쇼난 벨마레              | 가나가와현 / 히라쓰카시, 아쓰기시, 이세하라시, 오다와라시, 지가사키시, 하다노시, 후지사와시, 오이소정, 사무카와정, 니노미야정                                                                 | 1994     | 1992       |
| 간토       | YSCC 요코하마            | 가나가와현 / 요코하마시 | 2014     | 2013       |
| 간토       | SC 사가미하라            | 가나가와현 / 사가미하라시 | 2014     | 2010       |
| 간토       | 방포레 고후              | 야마나시현 / 고후시, 니라사키시를 중심으로 하는 전현 | 1999     |            |
| 호쿠신에쓰 | 마쓰모토 야마가          | 나가노현 / 마쓰모토시, 아즈미노시, 야마가타촌, 시오지리시, 오마치정, 이케다정 | 2012     | 2010       |
| 호쿠신에쓰 | AC 나가노 파르세이루     | 나가노현 / 나가노시, 스자카시, 나카노시, 이야마시, 지쿠마시, 사카키정, 오부세정, 다카야마촌, 야마노우치정, 기지마다이라촌, 노자와온센촌, 시나노정, 이즈나정, 오가와촌, 사카에촌, 사쿠시       | 2014     | 2012       |
| 호쿠신에쓰 | 알비렉스 니가타          | 니가타현 / 니가타시, 세이로정 | 1999     |            |
| 호쿠신에쓰 | 카탈레 도야마            | 도야마현 / 도야마시를 중심으로하는 전현 | 2009     | 2008       |
| 호쿠신에쓰 | 츠바이겐 가나자와        | 이시카와현 / 가나자와시, 노노이치시, 가호쿠시, 쓰바타정, 우치나다정을 중심으로하는 전현 | 2014     | 2013       |
| 도카이     | 시미즈 에스펄스          | 시즈오카현 / 시즈오카시 | 1991     |            |
| 도카이     | 주빌로 이와타            | 시즈오카현 / 이와타시 | 1994     | 1992       |
| 도카이     | 후지에다 MYFC            | 시즈오카현 / 후지에다시, 시마다시, 야이즈시, 마키노하라시, 요시다정, 가와네혼정 | 2014     | 2013       |
| 도카이     | 아술 클라로 누마즈       | 시즈오카현 / 누마즈시 | 2017     | 2013       |
| 도카이     | 나고야 그램퍼스          | 아이치현 / 나고야시, 도요타시, 미요시시를 중심으로 하는 전현 | 1991     |            |
| 도카이     | FC 기후                  | 기후현 / 기후시를 중심으로하는 전현 | 2008     | 2007       |
| 간사이     | 교토 상가                | 교토부 / 교토시, 우지시, 조요시, 교타나베시, 무코시, 나가오카쿄시, 기즈가와시, 가메오카시, 난탄시, 교탄바초, 마이즈루시, 후쿠치야마시, 아야베시, 야와타시, 미야즈시, 오야마자키초, 구미야마초 | 1996     | 1994       |
| 간사이     | 감바 오사카              | 오사카부 / 스이타시, 이바라키시, 다카쓰키시, 도요나카시, 이케다시, 셋쓰시, 미노오시 | 1991     |            |
| 간사이     | 세레소 오사카            | 오사카부 / 오사카시, 사카이시 | 1995     | 1993       |
| 간사이     | FC 오사카                | 오사카부 / 히가시오사카시 | 2023     | 2019       |
| 간사이     | 나라 클럽                | 나라현 / 나라시, 산고우초를 중심으로하는 전 현 | 2023     | 2014       |
| 간사이     | 비셀 고베                | 효고현 / 고베시 | 1997     | 1995       |
| 주코쿠     | 가이나레 돗토리          | 돗토리현 / 돗토리시, 구라요시시, 요나고시, 사카이미나토시를 중심으로하는 전현 | 2011     | 2007       |
| 주코쿠     | 파지아노 오카야마        | 오카야마현 / 오카야마시, 구라시키시, 쓰야마시를 중심으로 하는 전현 | 2009     | 2007       |
| 주코쿠     | 산프레체 히로시마        | 히로시마현 / 히로시마시 | 1991     |            |
| 주코쿠     | 레노파 야마구치          | 야마구치현 / 야마구치시, 시모노세키시, 산요오노다시를 중심으로하는 전현 | 2015     | 2013       |
| 시코쿠     | 도쿠시마 보르티스        | 도쿠시마현 / 도쿠시마시, 나루토시, 미마시, 마쓰시게정, 이타노정, 아이즈미정, 기타지마정, 요시노가와시를 중심으로 하는 전현                                                                    | 2005     |            |
| 시코쿠     | 카마타마레 사누키        | 가가와현 / 다카마쓰시, 마루가메시를 중심으로하는 전현 | 2014     | 2011       |
| 시코쿠     | FC 이마바리              | 에히메현 / 이마바리시를 중심으로하는 전현 | 2020     | 2015       |
| 시코쿠     | 에히메 FC                | 에히메현 / 마쓰야마시를 중심으로하는 전현 | 2006     |            |
| 규슈       | 아비스파 후쿠오카        | 후쿠오카현 / 후쿠오카시 | 1996     | 1995       |
| 규슈       | 기라반츠 기타큐슈        | 후쿠오카현 / 기타큐슈시 | 2010     | 2008       |
| 규슈       | 사간 도스                | 사가현 / 도스시 | 1999     |            |
| 규슈       | V-파렌 나가사키          | 나가사키현 / 나가사키시, 이사하야시를 중심으로하는 전현 | 2013     | 2009       |
| 규슈       | 로아소 구마모토          | 구마모토현 / 구마모토시 | 2008     | 2006       |
| 규슈       | 오이타 트리니타          | 오이타현 / 오이타시, 벳푸시, 사이키시를 중심으로하는 전현 | 1999     |            |
| 규슈       | 테게바자로 미야자키      | 미야자키현 / 미야자키시 | 2021     | 2018       |
| 규슈       | 가고시마 유나이티드 FC   | 가고시마현 / 가고시마시 | 2016     | 2015       |
| 규슈       | FC 류큐                  | 오키나와현 / 오키나와시를 중심으로하는 전현 | 2014     | 2013       |

## 우승

### 시즌별 우승 클럽
| 시즌 | 우승                   | 준우승                 |
| ---- | ---------------------- | ---------------------- |
| 1993 | 베르디 가와사키        | 가시마 앤틀러스        |
| 1994 | 베르디 가와사키        | 산프레체 히로시마      |
| 1995 | 요코하마 마리노스      | 베르디 가와사키        |
| 1996 | 가시마 앤틀러스        | 나고야 그램퍼스 에이트 |
| 1997 | 주빌로 이와타          | 가시마 앤틀러스        |
| 1998 | 가시마 앤틀러스        | 주빌로 이와타          |
| 1999 | 주빌로 이와타          | 시미즈 에스펄스        |
| 2000 | 가시마 앤틀러스        | 요코하마 F. 마리노스   |
| 2001 | 가시마 앤틀러스        | 주빌로 이와타          |
| 2002 | 주빌로 이와타          | 요코하마 F. 마리노스   |
| 2003 | 요코하마 F. 마리노스   | 주빌로 이와타          |
| 2004 | 요코하마 F. 마리노스   | 우라와 레드 다이아몬드 |
| 2005 | 감바 오사카            | 우라와 레드 다이아몬드 |
| 2006 | 우라와 레드 다이아몬드 | 가와사키 프론탈레      |
| 2007 | 가시마 앤틀러스        | 우라와 레드 다이아몬드 |
| 2008 | 가시마 앤틀러스        | 가와사키 프론탈레      |
| 2009 | 가시마 앤틀러스        | 가와사키 프론탈레      |
| 2010 | 나고야 그램퍼스        | 감바 오사카            |
| 2011 | 가시와 레이솔          | 나고야 그램퍼스        |
| 2012 | 산프레체 히로시마      | 베갈타 센다이          |
| 2013 | 산프레체 히로시마      | 요코하마 F. 마리노스   |
| 2014 | 감바 오사카            | 우라와 레드 다이아몬드 |
| 2015 | 산프레체 히로시마      | 감바 오사카            |
| 2016 | 가시마 앤틀러스        | 우라와 레드 다이아몬드 |
| 2017 | 가와사키 프론탈레      | 가시마 앤틀러스        |
| 2018 | 가와사키 프론탈레      | 산프레체 히로시마      |
| 2019 | 요코하마 F. 마리노스   | FC 도쿄                |
| 2020 | 가와사키 프론탈레      | 감바 오사카            |
| 2021 | 가와사키 프론탈레      | 요코하마 F. 마리노스   |
| 2022 | 요코하마 F. 마리노스   | 가와사키 프론탈레      |
| 2023 | 비셀 고베              | 요코하마 F. 마리노스   |
| 2024 | 비셀 고베              | 산프레체 히로시마      |
| 2025 |                        |                        |

| 시즌 | 우승                     | 준우승                 |
| ---- | ------------------------ | ---------------------- |
| 1993 | 출범 이전                | 출범 이전              |
| 1994 | 출범 이전                | 출범 이전              |
| 1995 | 출범 이전                | 출범 이전              |
| 1996 | 출범 이전                | 출범 이전              |
| 1997 | 출범 이전                | 출범 이전              |
| 1998 | 출범 이전                | 출범 이전              |
| 1999 | 가와사키 프론탈레        | FC 도쿄                |
| 2000 | 홋카이도 콘사돌레 삿포로 | 우라와 레드 다이아몬드 |
| 2001 | 교토 퍼플 상가           | 베갈타 센다이          |
| 2002 | 오이타 트리니타          | 세레소 오사카          |
| 2003 | 알비렉스 니가타          | 산프레체 히로시마      |
| 2004 | 가와사키 프론탈레        | 오미야 아르디자        |
| 2005 | 교토 퍼플 상가           | 아비스파 후쿠오카      |
| 2006 | 요코하마 FC              | 가시와 레이솔          |
| 2007 | 홋카이도 콘사돌레 삿포로 | 도쿄 베르디            |
| 2008 | 산프레체 히로시마        | 몬테디오 야마가타      |
| 2009 | 베갈타 센다이            | 세레소 오사카          |
| 2010 | 가시와 레이솔            | 방포레 고후            |
| 2011 | FC 도쿄                  | 사간 도스              |
| 2012 | 방포레 고후              | 쇼난 벨마레            |
| 2013 | 감바 오사카              | 비셀 고베              |
| 2014 | 쇼난 벨마레              | 마쓰모토 야마가        |
| 2015 | 오미야 아르디자          | 주빌로 이와타          |
| 2016 | 홋카이도 콘사돌레 삿포로 | 시미즈 에스펄스        |
| 2017 | 쇼난 벨마레              | V-파렌 나가사키        |
| 2018 | 마쓰모토 야마가          | 오이타 트리니타        |
| 2019 | 가시와 레이솔            | 요코하마 FC            |
| 2020 | 도쿠시마 보르티스        | 아비스파 후쿠오카      |
| 2021 | 주빌로 이와타            | 교토 상가              |
| 2022 | 알비렉스 니가타          | 요코하마 FC            |
| 2023 | 마치다 젤비아            | 주빌로 이와타          |
| 2024 | 시미즈 에스펄스          | 요코하마 FC            |
| 2025 |                          |                        |

| 시즌 | 우승                | 준우승                 |
| ---- | ------------------- | ---------------------- |
| 1993 | 출범 이전           | 출범 이전              |
| 1994 | 출범 이전           | 출범 이전              |
| 1995 | 출범 이전           | 출범 이전              |
| 1996 | 출범 이전           | 출범 이전              |
| 1997 | 출범 이전           | 출범 이전              |
| 1998 | 출범 이전           | 출범 이전              |
| 1999 | 출범 이전           | 출범 이전              |
| 2000 | 출범 이전           | 출범 이전              |
| 2001 | 출범 이전           | 출범 이전              |
| 2002 | 출범 이전           | 출범 이전              |
| 2003 | 출범 이전           | 출범 이전              |
| 2004 | 출범 이전           | 출범 이전              |
| 2005 | 출범 이전           | 출범 이전              |
| 2006 | 출범 이전           | 출범 이전              |
| 2007 | 출범 이전           | 출범 이전              |
| 2008 | 출범 이전           | 출범 이전              |
| 2009 | 출범 이전           | 출범 이전              |
| 2010 | 출범 이전           | 출범 이전              |
| 2011 | 출범 이전           | 출범 이전              |
| 2012 | 출범 이전           | 출범 이전              |
| 2013 | 출범 이전           | 출범 이전              |
| 2014 | 츠바이겐 가나자와   | AC 나가노 파르세이루   |
| 2015 | 레노파 야마구치     | 마치다 젤비아          |
| 2016 | 오이타 트리니타     | 도치기 SC              |
| 2017 | 블라우블리츠 아키타 | 도치기 SC              |
| 2018 | FC 류큐             | 가고시마 유나이티드    |
| 2019 | 기라반츠 기타큐슈   | 더스파구사쓰 군마      |
| 2020 | 블라우블리츠 아키타 | 사가미하라             |
| 2021 | 로아소 구마모토     | 이와테 그루자 모리오카 |
| 2022 | 이와키 FC           | 후지에다 MYFC          |
| 2023 | 에히메 FC           | 가고시마 유나이티드    |
| 2024 | 오미야 아르디자     | FC 이마바리            |
| 2025 |                     |                        |

### 클럽별 우승 횟수
- J1리그

| 클럽                   | 우승 | 준우승 | 우승 시즌                                      | 준우승 시즌                  |
| ---------------------- | ---- | ------ | ---------------------------------------------- | ---------------------------- |
| 가시마 앤틀러스        | 8    | 2      | 1996, 1998, 2000, 2001, 2007, 2008, 2009, 2016 | 1993, 1997                   |
| 요코하마 F 마리노스    | 5    | 4      | 1995, 2003, 2004, 2019, 2022                   | 2000, 2002, 2013, 2021       |
| 가와사키 프론탈레      | 4    | 4      | 2017, 2018, 2020, 2021                         | 2006, 2008, 2009, 2022       |
| 주빌로 이와타          | 3    | 3      | 1997, 1999, 2002                               | 1998, 2001, 2003             |
| 산프레체 히로시마      | 3    | 1      | 2012, 2013, 2015                               | 1994                         |
| 감바 오사카            | 2    | 3      | 2005, 2014                                     | 2010, 2015, 2020             |
| 도쿄 베르디            | 2    | 1      | 1993, 1994                                     | 1995                         |
| 비셀 고베              | 1    | 5      | 2023, 2024                                     |                              |
| 우라와 레드 다이아몬즈 | 1    | 5      | 2006                                           | 2004, 2005, 2007, 2014, 2016 |
| 나고야 그램퍼스        | 1    | 2      | 2010                                           | 1996, 2011                   |
| 가시와 레이솔          | 1    | 0      | 2011                                           |                              |
| 시미즈 에스펄스        | 0    | 1      |                                                | 1999                         |
| 베갈타 센다이          | 0    | 1      |                                                | 2012                         |
| FC 도쿄                | 0    | 1      |                                                | 2019                         |

- J2리그

| 클럽                     | 우승 | 준우승 | 우승 시즌        | 준우승 시즌      |
| ------------------------ | ---- | ------ | ---------------- | ---------------- |
| 홋카이도 콘사돌레 삿포로 | 3    | 0      | 2000, 2007, 2016 |                  |
| 가와사키 프론탈레        | 2    | 0      | 1999, 2004       |                  |
| 교토 상가                | 2    | 1      | 2001, 2005       | 2021             |
| 산프레체 히로시마        | 1    | 1      | 2008             | 2003             |
| 베갈타 센다이            | 1    | 1      | 2009             | 2001             |
| 가시와 레이솔            | 2    | 1      | 2010, 2019       | 2006             |
| FC 도쿄                  | 1    | 1      | 2011             | 1999             |
| 방포레 고후              | 1    | 1      | 2012             | 2010             |
| 쇼난 벨마레              | 2    | 1      | 2014, 2017       | 2012             |
| 알비렉스 니가타          | 2    | 0      | 2003, 2022       |                  |
| 오미야 아르디자          | 1    | 1      | 2015             | 2004             |
| 오이타 트리니타          | 1    | 1      | 2002             | 2018             |
| 요코하마 FC              | 1    | 2      | 2006             | 2019, 2022, 2024 |
| 감바 오사카              | 1    | 0      | 2013             |                  |
| 도쿠시마 보르티스        | 1    | 0      | 2020             |                  |
| 주빌로 이와타            | 1    | 1      | 2021             | 2023             |
| FC 마치다 젤비아         | 1    | 0      | 2023             |                  |
| 시미즈 에스펄스          | 1    | 0      | 2024             |                  |
| 세레소 오사카            | 0    | 2      |                  | 2002, 2009       |
| 우라와 레드 다이아몬드   | 0    | 1      |                  | 2000             |
| 아비스파 후쿠오카        | 0    | 2      |                  | 2005, 2020       |
| 도쿄 베르디              | 0    | 1      |                  | 2007             |
| 몬테디오 야마가타        | 0    | 1      |                  | 2008             |
| 사간 도스                | 0    | 1      |                  | 2011             |
| 비셀 고베                | 0    | 1      |                  | 2013             |
| 마쓰모토 야마가          | 1    | 1      | 2018             | 2014             |
| 주빌로 이와타            | 0    | 1      |                  | 2014             |
| 시미즈 에스펄스          | 0    | 1      |                  | 2016             |
| V-파렌 나가사키          | 0    | 1      |                  | 2017             |

- J3리그

| 클럽                   | 우승 | 준우승 | 우승 시즌  | 준우승 시즌 |
| ---------------------- | ---- | ------ | ---------- | ----------- |
| 블라우블리츠 아키타    | 1    | 0      | 2017, 2020 |             |
| 츠바이겐 가나자와      | 1    | 0      | 2014       |             |
| 레노파 야마구치        | 1    | 0      | 2015       |             |
| 오이타 트리니타        | 1    | 0      | 2016       |             |
| 이와키 FC              | 1    | 0      | 2022       |             |
| 에히메 FC              | 1    | 0      | 2023       |             |
| 오미야 아르디자        | 1    | 0      | 2024       |             |
| 후지에다 MYFC          | 0    | 1      |            | 2022        |
| SC 사가미하라          | 0    | 1      |            | 2020        |
| AC 나가노 파르세이루   | 0    | 1      |            | 2014        |
| 마치다 젤비아          | 0    | 1      |            | 2015        |
| 도치기 SC              | 0    | 2      |            | 2016, 2017  |
| 로아소 구마모토        | 0    | 1      | 2021       |             |
| 가고시마 유나이티드 FC | 0    | 2      |            | 2018, 2023  |
| FC 류큐                | 1    | 0      | 2018       |             |
| 이와테 그루자 모리오카 | 0    | 1      |            | 2021        |
| FC 이마바리            | 0    | 1      |            | 2024        |

## 기타 관련 대회
자국 대회
- 천황배 전일본 축구 선수권 대회 (1921–현재)
- J리그 올스타전 (1993–현재)
- 슈퍼컵 (1994–현재)
- J리그컵 (1992–현재, 1995 미개최)
- J리그 승강결정전 (2004–2008, 2012–현재)

국제 대회
폐지된 대회
- A3 챔피언스컵 (2003-2007)
- 팬퍼시픽 챔피언십 (2008, 2009)

## 같이 보기
- 일본 축구 협회
- 일본의 축구 리그 시스템
- 슈퍼컵 (일본)
- 천황배 JFA 전일본 축구선수권대회
- J리그컵
- 특별 지정 선수